# Whitfield (Floryda)
Whitfield – jednostka osadnicza w Stanach Zjednoczonych, w stanie Floryda, w hrabstwie Manatee, nad Zatoką Meksykańską.